# Карвно
Карвно (пол. Karwno, нім. Karwen) — село в Польщі, у гміні Чарна Домбрувка Битівського повіту Поморського воєводства.
Населення — 302 особи (2011).
У 1975-1998 роках село належало до Слупського воєводства.

## Демографія
Демографічна структура станом на 31 березня 2011 року:
|          | Загалом | Допрацездатний вік | Працездатний вік | Постпрацездатний вік |
| -------- | ------- | ------------------ | ---------------- | -------------------- |
| Чоловіки | 141     | 23                 | 109              | 9                    |
| Жінки    | 161     | 42                 | 93               | 26                   |
| Разом    | 302     | 65                 | 202              | 35                   |